# Верхние Метески (Арский район)
Ве́рхние Метески́ (тат. Югары Мәтәскә) — деревня в Арском районе Республики Татарстан, в составе Старокырлайского сельского поселения.

## География
Деревня находится на реке Ия, в 6 км к северо-востоку от районного центра, города Арска.

## История
Известна с периода Казанского ханства. До 1958 года называлась Кызыл Метески.
В XVIII – первой половине XIX веках жители относились к сословию государственных крестьян. Основные занятия жителей в этот период – земледелие и скотоводство, были распространены портняжный промысел, изготовление решёт из лыка.
В «Списке населенных мест по сведениям 1859 года», изданном в 1866 году, населённый пункт упомянут как казённая деревня Верхние Метески 2-го стана Казанского уезда Казанской губернии. Располагалась при речке Ия, по левую сторону Сибирского почтового тракта, в 70 верстах от губернского города Казани и в 8 верстах от становой квартиры в заштатном городе Арске. В деревне в 44 дворах жили 363 человека (189 мужчин и 174 женщины). Была мечеть.
В начале XX века в деревне функционировали мечеть и мектеб. В этот период земельный надел сельской общины составлял 817,5 десятины.
До 1920 года деревня входила в Кармышскую волость Казанского уезда Казанской губернии. С 1920 года в составе Арского кантона ТАССР. С 10 августа 1930 года в Арском районе.
В 1930 году в деревне организован колхоз «Кызыл Метески». С 1993 г. коллективное предприятие «Ярыш», с 2000 г. «Агрофирма «Мендюш», с 2013 г. «Агрофирма «Арск», с 2017 г. «Агрофирма «Центральная».
В 2001–2013 гг. работала начальная школа.

## Население
| 1782 | 1859 | 1897 | 1908 | 1920 | 1926 | 1938 | 1949 | 1958 | 1970 | 1979 | 1989 | 2002 | 2010 | 2015 |
| ---- | ---- | ---- | ---- | ---- | ---- | ---- | ---- | ---- | ---- | ---- | ---- | ---- | ---- | ---- |
| 90   | 363  | 405  | 452  | 460  | 480  | 507  | 332  | 300  | 312  | 278  | 270  | 285  | 280  | 286  |

Национальный состав деревни: татары.

## Экономика
Жители работают преимущественно в крестьянских (фермерских) хозяйствах, занимаются полеводством, мясо-молочным скотоводством.

## Инфраструктура
В деревне действует медпункт.

## Религия
Мечеть (с 1998 года).